# Paula Conrad

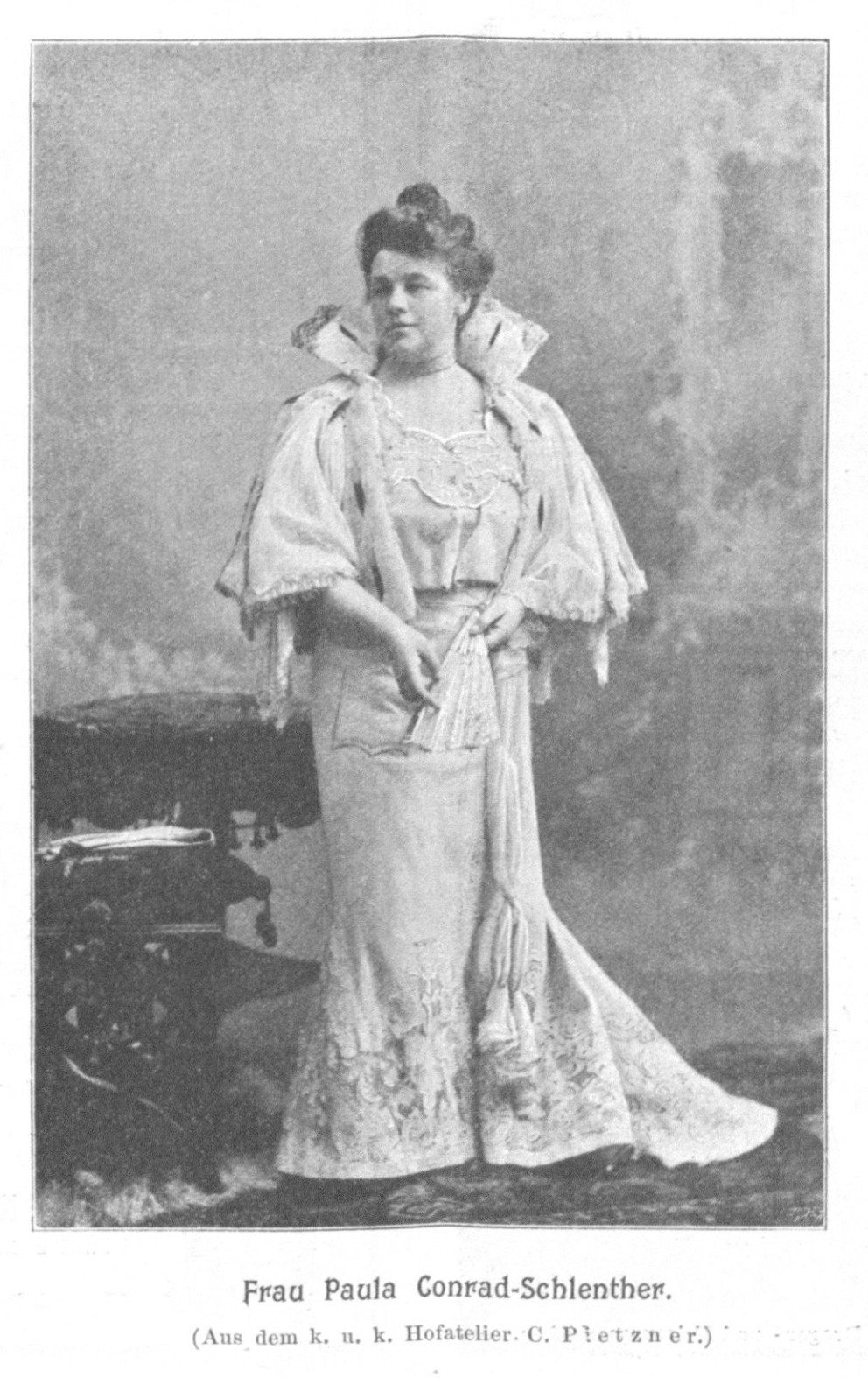
Paula Conrad-Schlenther, 1903

Paula Conrad, verheiratet Paula Conrad-Schlenther  (* 27. Februar 1860 in Wien; † 9. August 1938 in Berlin) war eine österreichisch-deutsche Theaterschauspielerin.

## Leben
Paula Conrad gab ihr Debüt 1877 in Baden bei Wien. Ab 1877 gehörte sie zum Ensemble am Königlichen Schauspielhaus in Berlin. In der Uraufführung von Gerhart Hauptmanns Hanneles Himmelfahrt 1893 spielte sie das Hannele. In Alfred Kerrs Erinnerung von 1918 „blieb sie in jedem Sinn die erste“.
1892 heiratete Conrad Paul Schlenther, den Theaterkritiker der Vossischen Zeitung. Als dieser zum Direktor des Wiener Burgtheaters wurde, ging sie mit ihm nach Wien und arbeitete an diesem Theater von 1898 bis 1910. Danach war sie bis 1932 wieder am Schauspielhaus Berlin tätig.
Conrad war vor allem Hauptmann-Interpretin, unter anderem als Frau Flamm in Rose Bernd bei der Uraufführung 1903. Eine andere wichtige Rolle war die der Aase in Henrik Ibsens Peer Gynt. Nur kurze Zeit wirkte sie auch in Stummfilmen mit.
Ihr Grab befindet sich auf dem Berliner Urnenfriedhof Gerichtstraße.

## Filmografie
- 1920: Die Verschleierte
- 1921: Die Furcht vor dem Weibe
- 1923: Der verlorene Schuh
- 1924: Mein Leopold